# Rutasläktet
Rutasläktet (Thalictrum) är ett släkte i familjen ranunkelväxter, med omkring 120–200 arter och med nästan världsomfattande utbredning. De flesta arterna finns dock i tempererade områden. Flera arter är vildväxande i Sverige och några odlas som trädgårdsväxter.   
Rutasläktets arter är fleråriga, kala örter. Stjälken är upprätt, bladlös eller med strödda blad. Bladen är 2-3 gånger parbladiga och stiplerna hinnlika. Blommorna är små och vanligen samlade i rikblommiga, yviga vippor eller klasar. Hyllebladen är fyra, oansenliga och ofta tidigt avfallande. Ståndarna är talrika, med långa, ibland färgade ståndarsträngar. Frukten är en nöt. 

## Bildgalleri

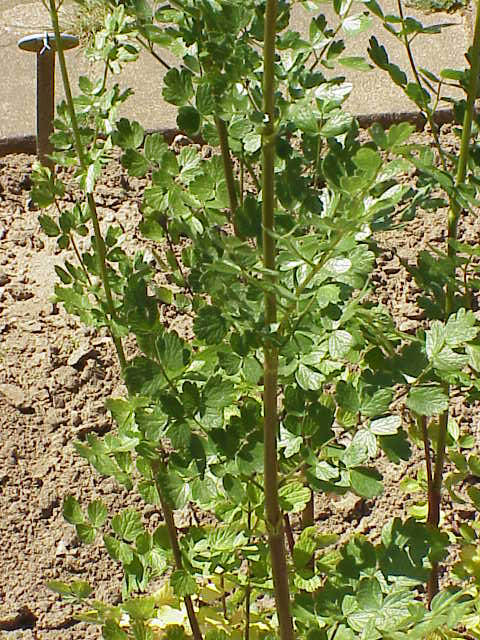
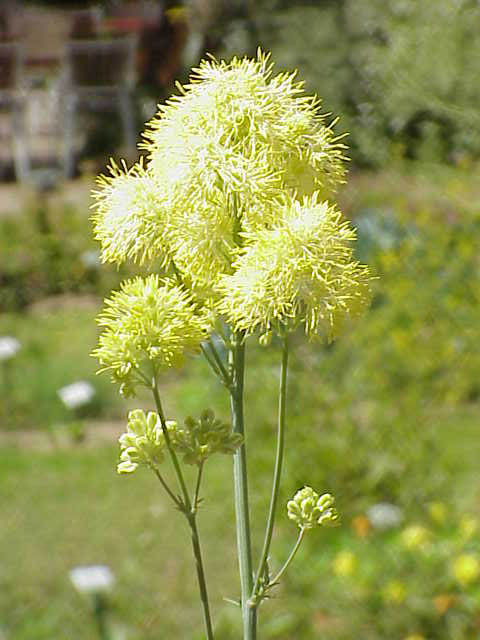
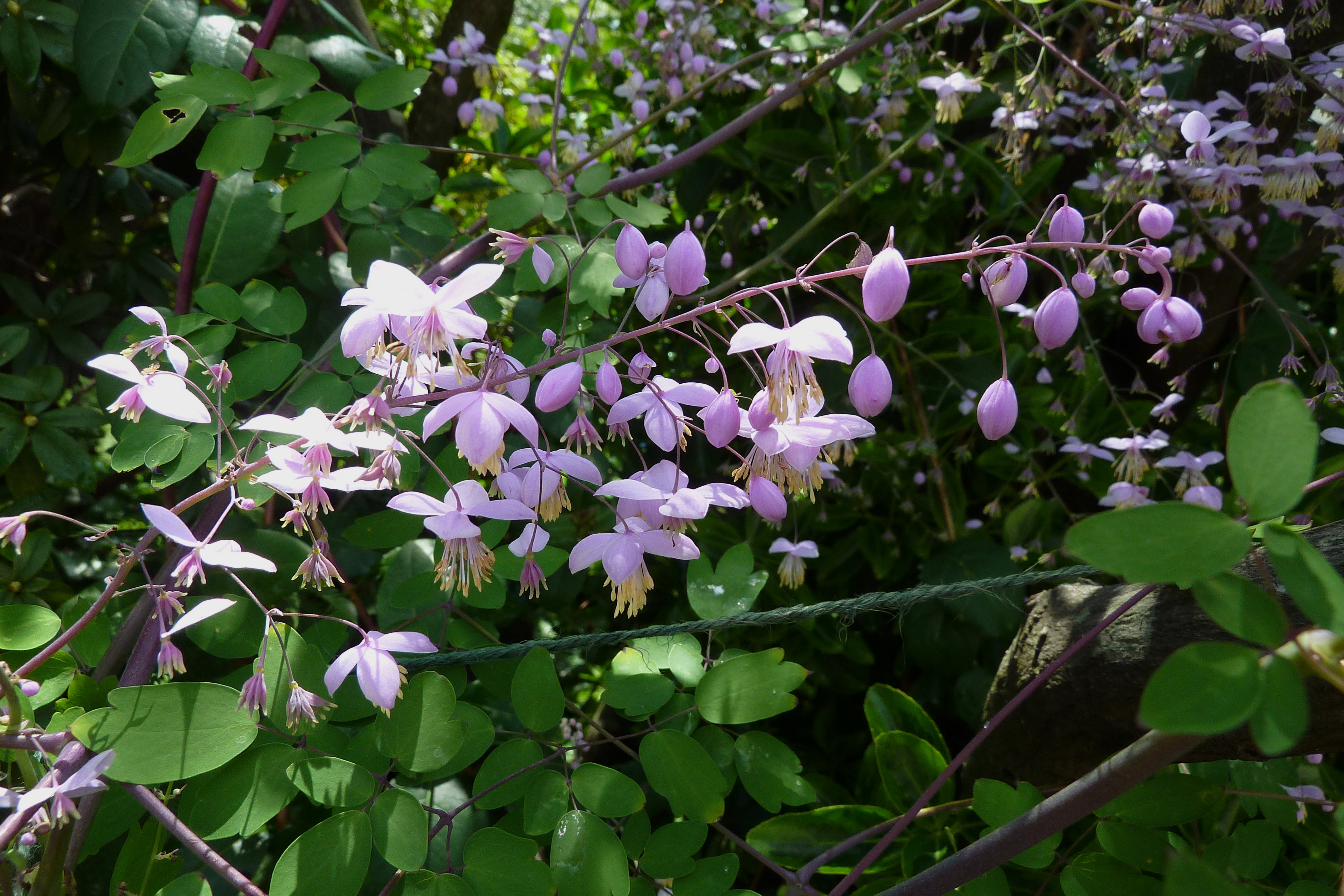

## Dottertaxa till Rutasläktet, i alfabetisk ordning[1]
- Thalictrum acaule
- Thalictrum acteifolium
- Thalictrum acutifolium
- Thalictrum alpinum
- Thalictrum aquilegifolium
- Thalictrum arkansanum
- Thalictrum arsenii
- Thalictrum atriplex
- Thalictrum baicalense
- Thalictrum brevisericeum
- Thalictrum budense
- Thalictrum bykovii
- Thalictrum calabricum
- Thalictrum calcicola
- Thalictrum callianthum
- Thalictrum cardenasianum
- Thalictrum chayuense
- Thalictrum chelidonii
- Thalictrum cincinnatum
- Thalictrum cirrhosum
- Thalictrum clavatum
- Thalictrum cooleyi
- Thalictrum coriaceum
- Thalictrum cuernavacanum
- Thalictrum cultratum
- Thalictrum dalzellii
- Thalictrum dasycarpum
- Thalictrum deamii
- Thalictrum debile
- Thalictrum decipiens
- Thalictrum delavayi
- Thalictrum diffusiflorum
- Thalictrum dioicum
- Thalictrum domingense
- Thalictrum elegans
- Thalictrum faberi
- Thalictrum falconeri
- Thalictrum fargesii
- Thalictrum fendleri
- Thalictrum filamentosum
- Thalictrum finetii
- Thalictrum flavum
- Thalictrum foeniculaceum
- Thalictrum foetidum
- Thalictrum foliolosum
- Thalictrum fortunei
- Thalictrum fusiforme
- Thalictrum galeottii
- Thalictrum gibbosum
- Thalictrum glandulosissimum
- Thalictrum grandidentatum
- Thalictrum grandiflorum
- Thalictrum grandifolium
- Thalictrum guatemalense
- Thalictrum hazaricum
- Thalictrum heliophilum
- Thalictrum henricksonii
- Thalictrum hernandezii
- Thalictrum hintonii
- Thalictrum honanense
- Thalictrum ichangense
- Thalictrum integrilobum
- Thalictrum isopyroides
- Thalictrum jaliscanum
- Thalictrum javanicum
- Thalictrum johnstonii
- Thalictrum junkmannianum
- Thalictrum koikeanum
- Thalictrum kubotae
- Thalictrum laeteviride
- Thalictrum lancangense
- Thalictrum lankesteri
- Thalictrum laxum
- Thalictrum leuconotum
- Thalictrum leve
- Thalictrum longistylum
- Thalictrum lucidum
- Thalictrum lundstroemii
- Thalictrum macrocarpum
- Thalictrum macrorhynchum
- Thalictrum macrostylum
- Thalictrum madrense
- Thalictrum maritimum
- Thalictrum mazandaranicum
- Thalictrum medium
- Thalictrum microgynum
- Thalictrum microspermum
- Thalictrum minus
- Thalictrum mirabile
- Thalictrum morisonii
- Thalictrum myriophyllum
- Thalictrum nakamurae
- Thalictrum nelsonii
- Thalictrum nigromontanum
- Thalictrum obovatum
- Thalictrum occidentale
- Thalictrum oligandrum
- Thalictrum omeiense
- Thalictrum orientale
- Thalictrum oshimae
- Thalictrum osmorhizoides
- Thalictrum osmundifolium
- Thalictrum pachucense
- Thalictrum panamense
- Thalictrum papuanum
- Thalictrum parvifructum
- Thalictrum pedunculatum
- Thalictrum peninsulare
- Thalictrum pennellii
- Thalictrum peruvianum
- Thalictrum petaloideum
- Thalictrum philippinense
- Thalictrum pinnatum
- Thalictrum platycarpum
- Thalictrum podocarpum
- Thalictrum pringlei
- Thalictrum przewalskii
- Thalictrum pseudoichangense
- Thalictrum pubescens
- Thalictrum pubigerum
- Thalictrum pudicum
- Thalictrum pumilum
- Thalictrum punctatum
- Thalictrum punduanum
- Thalictrum ramosum
- Thalictrum reniforme
- Thalictrum reticulatum
- Thalictrum revolutum
- Thalictrum rhynchocarpum
- Thalictrum robustum
- Thalictrum rochebrunianum
- Thalictrum roseanum
- Thalictrum rostellatum
- Thalictrum rotundifolium
- Thalictrum rubescens
- Thalictrum rutifolium
- Thalictrum sachalinense
- Thalictrum saniculiforme
- Thalictrum scabrifolium
- Thalictrum secundum
- Thalictrum semiscandens
- Thalictrum sessilifolium
- Thalictrum sharpii
- Thalictrum siamense
- Thalictrum simaoense
- Thalictrum simplex
- Thalictrum smithii
- Thalictrum sparsiflorum
- Thalictrum speciosissimum
- Thalictrum spirostigmum
- Thalictrum spurium
- Thalictrum squamiferum
- Thalictrum squarrosum
- Thalictrum standleyi
- Thalictrum steyermarkii
- Thalictrum stolzii
- Thalictrum strigillosum
- Thalictrum subcorymbosum
- Thalictrum subpubescens
- Thalictrum sultanabadense
- Thalictrum tacabicum
- Thalictrum tamurae
- Thalictrum tenue
- Thalictrum tenuisubulatum
- Thalictrum texanum
- Thalictrum thalictroides
- Thalictrum timeroyi
- Thalictrum torresii
- Thalictrum toyamae
- Thalictrum treleasei
- Thalictrum trichopus
- Thalictrum tripeltiferum
- Thalictrum triternatum
- Thalictrum tsawarungense
- Thalictrum tuberiferum
- Thalictrum tuberosum
- Thalictrum uchiyamae
- Thalictrum ujiinsulare
- Thalictrum umbricola
- Thalictrum uncatum
- Thalictrum uncinulatum
- Thalictrum urbainii
- Thalictrum wangii
- Thalictrum watanabei
- Thalictrum venturii
- Thalictrum venulosum
- Thalictrum vesiculosum
- Thalictrum virgatum
- Thalictrum viridulum
- Thalictrum viscosum
- Thalictrum wuyishanicum
- Thalictrum xingshanicum
- Thalictrum yunnanense
- Thalictrum zernyi